# 吳天安
吳天安牧師 （Rev. Stephen Tin-On NG），中華基督教會香港教區牧師，曾任香港中文大學崇基學院校牧（1983-1990），是崇基學院「大學講章」的創辦人。

## 簡歷
吳天安1952年入讀香港聖樂院（今為香港音樂專科學校），1954年轉修神學。1974年畢業於崇基神學組。1978年遠赴英國牛津大學神學研究所深造神學，1983年畢業。
1983年，吳於牛津大學神學研究所畢業回香港，由中華基督教會借調到香港中文大學崇基學院出任校牧一職。任內推動校牧室搬遷事工，令校牧室由眾志堂遷回崇基禮拜堂，加強主日崇拜及週會等事工。吳天安是香港中文大學崇基學院「大學講章」的創辦人，崇基學院仿傚英國牛津、劍橋等校的制度，於主日崇拜推行中英雙語並用的「大學講章（University Sermon）」，邀請不同學科的教授講道，將學術、神學與信仰共冶一爐。 1989年起，吳氏在禮拜堂開始施行洗禮，共有8位領洗，由於崇基禮拜堂並非獨立堂會，領洗者歸入中華基督教會堂會。
吳氏身兼中華基督教會香港教區牧師及香港音樂專科學校校監（1977-1978，1986-2011） ，與各界教會人士及聲樂家多有聯繫，能順利邀請眾多聲樂家在禮拜堂獻唱。1984年至1990年間的「大學講章」共邀得牧長及學者共49位參與，講者名單及講題亦於《基督教週報》刊登。
至1990年8月離任，吳氏擔任崇基校牧7年，是當時任期最長的崇基校牧 （這紀錄後來被伍渭文牧師打破） 。離任後吳氏返回中華基督教會區會及堂會繼續牧會工作。

## 著作
- 吳天安著：《吳天安牧師講章集》。香港：基督教文藝出版社，1997。ISBN 9789881774811。
- 吳天安著：《宗敎．暴力．和平》。香港：香港中文大學崇基學院院牧室出版； 恩奇書業發行，1987。
- 吳天安著：《在地若天的構想》。香港：基督教文藝出版社，1981。

## 個人生活
吳天安夫人是周德恩女士，吳牧師夫婦均富音樂造詣。周德恩於2016年2月11日於香港逝世。